# Bonarówka
Bonarówka (ukr. Бонарівка) – wieś w Polsce położona w województwie podkarpackim, w powiecie strzyżowskim, w gminie Strzyżów.
W latach 1975–1998 miejscowość administracyjnie należała do województwa rzeszowskiego.

## Części wsi
| SIMC    | Nazwa            | Rodzaj    |
| ------- | ---------------- | --------- |
| 0662416 | Budy Wysockie    | część wsi |
| 0662422 | Dół              | część wsi |
| 0662439 | Góra             | część wsi |
| 0662445 | Nad Spółdzielnią | część wsi |
| 0662451 | Od Krasnej       | część wsi |

## Historia
Bonarówka została założona w 1439, cerkiew erygowana ok. 1460. Parafia unicka powstała w 1630 roku. W roku 1581 w okręgu parafialnym Lutcza występuje Bonarówka.

## Zabytki
Zabytek stanowi dawna, drewniana cerkiew greckokatolicka pw. Opieki Matki Boskiej z I poł. XVII wieku, obecnie kościół filialny rzymskokatolickiej parafii Przemienienia Pańskiego w Żyznowie. Początkowo była to cerkiew trójdzielna, trójkopułowa. Budynek gruntownie przekształcono w 1841 r. W końcu XIX wieku do nawy dostawiono wieżę kryjącą babiniec.
Jedyną pozostałością po enklawie ludności rusińskiej zamieszkującej wieś do 1945 jest uratowany staraniem gminy w 2008 dawny cmentarz greckokatolicki. Cmentarz położony jest na szczycie wzniesienia powyżej cerkwi (obecnie kościół filialny rzymskokatolicki). W trakcie prac konserwatorskich zabezpieczono 38 nagrobków. Najstarszy nagrobek pochodzi z 1902 roku. Pozostało kilkanaście nagrobków z nazwiskami - Żelak, Woroniak, Golonis, Zawojski, Goldański, Paszczak, Sołtysik, Kaczmar, Kaczmarska, Łysko, Chudoba, Oparowski.
Cmentarz wraz z cerkwią leży na szlaku architektury drewnianej.